# 가네다 시호
가네다 시호(일본어: 金田 志保, 1965년 3월 11일 ~ )는 일본의 은퇴한 여자 축구 선수이다.

## 국가대표팀 경력
그녀는 1981년 AFC 여자 축구 선수권 대회에 참가할 일본 국가대표팀에 발탁되었으며, 6월 7일 중화 타이베이과의 경기에서 데뷔했다. 그녀는 국제 A매치 4경기에 출전했다.

## 통계
| 일본 | 일본 | 일본 |
| 연도 | 출전 | 득점 |
| ---- | ---- | ---- |
| 1981 | 4    | 0    |
| 통산 | 4    | 0    |